# Ortorexia
Ortorexia u ortorexia nerviosa es un término acuñado por Steven Bratman para calificar como trastorno alimentario la obsesión patológica por comer comida considerada saludable por una persona, lo que este doctor estadounidense sostiene que puede llevar a la desnutrición e incluso a la muerte.
Bratman acuñó el término en 1997 del griego orthos, 'correcto', y ὄρεξις orexis, 'apetito'. Literalmente 'apetito correcto', la palabra es un símil de anorexia, 'sin apetito'.
Bratman describe la ortorexia como una obsesión con lo que el paciente considera alimentación saludable, perjudicial para la salud igual que el trastorno obsesivo-compulsivo. El sujeto puede evitar ciertos alimentos, como los que contienen grasas, conservantes, colorantes artificiales, y tener una mala alimentación. Bratman afirma que «la desnutrición es común paradójicamente entre los seguidores de las dietas de comida saludable».
Moroze, R., Dunn, T., Holland, C., Yager, J. y Weintraub, P. la identifican como un «tipo de alimentación estricta», aunque los que la padecen la consideran limpia. A su vez autores como Koven, N. y Abry, A. se refieren a ella como «una enfermedad disfrazada de virtud» debido a que los pacientes con ortorexia nerviosa tienen una sensación de satisfacción y control al seguir patrones alimenticios extremadamente restrictivos y ordenados.

## Síntomas, características y consecuencias
Se estima que el 28 % de la población de los países occidentales, donde los más afectados son los jóvenes y las mujeres, padece de Ortorexia.[cita requerida]
Las personas que padecen este trastorno alimenticio tienden a limitar el consumo de ciertos alimentos como las carnes rojas, los azúcares, los lácteos y ciertas grasas (cada paciente decide que alimentos evitar o limitarse con base en sus creencias), agravándose paulatinamente los síntomas hasta llegar al aislamiento social, ya que el individuo afectado tiende a sentirse superior por el nivel de vida alimenticio que lleva comparado con el de otras personas. En reuniones sociales les es difícil comer lo que está disponible y criticar internamente la pobre dieta de otros y sus familias. Los pacientes se preocupan demasiado por el tipo de alimentos que consumen, en lugar de ser conscientes de la importancia que tiene la comida en el día a día del ser humano. Dedican mucho esfuerzo a organizar su dieta y planificar con tiempo de sobra lo que consumirán en el día; se desplazan grandes distancias para conseguir alimentos especiales o puramente ecológicos, analizan sus componentes y abandonan sus actividades diarias para poder llevar a cabo su patológico modo de vida.[cita requerida]
Según ha explicado el nutricionista y naturópata del Instituto Médico de la Obesidad (IMEO) Rubén Bravo,[cita requerida] este fenómeno puede incrementarse en los próximos años, ya que la sociedad actual '«tiende a los extremos'» y las personas, o se cuidan en exceso, o no se cuidan nada, y «tienden a la autodestrucción con la comida, como ocurre con la obesidad».[cita requerida]
En el ámbito psicológico, Bravo explica que suelen presentar «niveles altos de dopamina y niveles bajos de serotonina, lo que hace que tengan un exceso de euforia combinado con niveles de ansiedad altos».[cita requerida] A nivel fisiológico puede suceder, tanto que presenten un exceso, como que sufran un déficit de vitaminas.
Los síntomas y consecuencias de la ortorexia nerviosa pueden incluir la obsesión con la alimentación saludable, la desnutrición y la muerte por inanición. Las personas que padecen esta enfermedad suelen tener distintas concepciones de diferentes tipos de alimento. Los productos que contengan conservantes o aditivos alimentarios suelen ser considerados peligrosos, los alimentos producidos industrialmente, artificiales, y los producidos biológicamente, saludables. Los pacientes suelen tener deseos fuertes y hasta incontrolables de comer cuando estén nerviosos, emocionados, felices, ansiosos o con remordimiento. Las personas con ortorexia suelen gastar un considerable porcentaje de su presupuesto en la comida que satisface sus necesidades.[cita requerida]
Ya sea en busca de una cura para un trastorno específico, o simplemente excediéndose en su preocupación por llevar una alimentación sana, los ortoréxicos desarrollan sus propias reglas alimentarias. Para seguir el régimen, estas personas hacen prueba de una gran fuerza de voluntad, pero si rompen los votos sucumbiendo a la tentación de los alimentos prohibidos, se sienten culpables y corrompidos. Este comportamiento es similar al de las personas que sufren anorexia o bulimia nerviosa, sin embargo, los anoréxicos y bulímicos se preocupan por la cantidad de comida que consumen, mientras que los ortoréxicos se obsesionan con la calidad de la misma.[cita requerida]

## Causas y tratamiento

### Causas
En los últimos años, la sociedad se ha obsesionado cada vez más con los alimentos. Los medios de comunicación informan continuamente sobre los nuevos descubrimientos acerca de los alimentos potencialmente peligrosos, como la relación entre las grasas trans y los ataques al corazón. La obesidad se ha convertido en una pandemia, estimulando así un sinnúmero de dietas de moda que a menudo se exceden en sus consejos, prescribiendo cortar grupos enteros de alimentos. La gente se ve bombardeada con información sobre la elección de alimentos. Los anunciantes suelen utilizar tácticas de miedo para promover sus productos. Los expertos citan todos estos cambios en la sociedad como las causas subyacentes de la ortorexia nerviosa.
En la mayoría de los casos, la ortorexia comienza con simplemente elegir alimentos sanos, como resultado de toda la información que los pacientes hayan recibido. Con el tiempo, la importancia del comer sano aumenta hasta convertirse en una obsesión que perjudica el bienestar de la persona. Las víctimas de la ortorexia a menudo muestran síntomas compatibles con el trastorno obsesivo-compulsivo y tienen una preocupación exagerada con los patrones de alimentación saludable. 

### Tratamiento
La ortorexia no es un trastorno fácil de diagnosticar, porque la gente se esconde detrás del ideal del “comer bien”. Sin embargo, la herramienta ORTO-15 es utilizada para detectar de forma específica tendencias ortoréxicas. Para una paciente con ortorexia, es precisa la ayuda interdisciplinaria para no solo hacer frente al posible déficit alimenticio que sufre, sino para tratar el problema desde la base atendiendo a sus creencias y aprendizaje. El acompañamiento de dietistas, nutricionistas, psicólogos y psiquiatras podrá ser de gran ayuda en estos momentos de crisis. La evidencia científica no parece llegar a un consenso que marque un protocolo o tratamiento específico para la ortorexia nerviosa. Sin embargo, es vital un apoyo interdisciplinar desde una orientación cognitivo-conductual en el que se combine la terapia psiquiátrica con un abordaje a nivel nutricional. Comenzando por subsanar posibles carencias nutricionales que haya adquirido el paciente al excluir grupos de alimentos, así como cualquier posible complicación derivada. Es fundamental crear un entorno en el que el paciente no se sienta juzgado, sino más bien preocupado por su bienestar y el precio que este comportamiento está teniendo en sus relaciones o su salud. Esto es clave para ayudar al paciente a darse cuenta de que existe un problema en la conducta alimentaria. Es importante que el paciente no sea criticado por sus comportamientos alimentarios actuales, sino que participe en una conversación terapéutica sobre estos patrones alimentarios en relación con las consecuencias que traen.

## Controversia
El concepto de Bratman ha sido criticado por algunos científicos, que argumentan que el deseo de llevar una dieta saludable es en el mayor de los casos benéfico y que no indica de suyo trastorno psicológico. Los estudios muestran que las personas ortoréxicas no tienen perfil establecido. Si bien el fenómeno de la ortorexia se ha descrito en la literatura científica, no se reconoce formalmente como un diagnóstico psiquiátrico oficial. La ortorexia nerviosa no tiene una definición aceptada y recogida por el DMS-V con criterios diagnósticos validados. Son varias las razones por las cuales no se alcanzó un consenso profesional que permitiese a la ortorexia formar parte del Manual Diagnóstico y Estadístico de Trastornos Mentales (DSM-V), entre ellos el no cumplir con todos los criterios de diagnóstico y la ausencia de evidencia sobre un tratamiento específico.
La enfermedad se atribuyó en un principio sobre todo a los deportistas, muchos de los cuales sienten la necesidad de cuidarse. El comportamiento dietético ortoréxico suele ir acompañado de una práctica deportiva obsesiva. Sin embargo, existe un desacuerdo sobre si el ejercicio excesivo se ajusta al patrón ortoréxico.